# Episodi de L'onore e il rispetto (seconda stagione)

Logo de L'onore e il rispetto parte seconda

La seconda stagione della serie televisiva "L'onore e il rispetto", composta da 6 episodi è stata trasmessa in prima visione su Canale 5 dall'8 settembre al 6 ottobre 2009.
| Episodio         | Prima TV          | Ascolti TV       |
| ---------------- | ----------------- | ---------------- |
| Primo episodio   | 8 settembre 2009  | 5.025.000 22,48% |
| Secondo episodio | 15 settembre 2009 | 5.770.000 22,60% |
| Terzo episodio   | 20 settembre 2009 | 5.604.000 25,13% |
| Quarto episodio  | 22 settembre 2009 | 6.785.000 27,87% |
| Quinto episodio  | 29 settembre 2009 | 7.002.000 27,80% |
| Sesto episodio   | 6 ottobre 2009    | 7.134.000 27,23% |

## Primo episodio
Al funerale di don Calogero, l'anziano boss mafioso ucciso da Tonio Fortebracci, arriva il giudice Santi Fortebracci che fa le sue condoglianze alla vedova del capomafia, donna Rosangela Rocca, che lo ritiene responsabile della morte del marito ed è decisa a vendicarsi. Subito dopo Santi si reca a Mascalucia, il suo paese natale, dove tiene nascosto, in un casolare di famiglia, il fratello Tonio, ripresosi dalla terribile sparatoria in cui è morto don Calogero grazue ad un giubbotto antiproiettile. Santi è deciso a portare Tonio a Torino, dove testimonierà al processo contro i gangster. Intanto Rosangela Rocca vuole convincere il figlio Dario a prendere le redini degli affari di famiglia. Ma fa il suo ritorno da Beirut, dove ha passato sette anni per sfuggire all'arresto, Rodolfo Di Venanzio, nipote del gangster italoamericano Fred Di Venanzio, che ricopre un ruolo di comando all'interno della cupola mafiosa. Tonio, con una scusa, prende la guida dell'auto di Santi e si reca a Lugano per cercare sua moglie Olga, che lo crede morto e sta per sposare Klaus Thorter, un ricco banchiere svizzero. Intanto la dolce Melina, la moglie di Santi, riceve minacce da Beniamino, uomo di fiducia della famiglia Rocca, che le sottrae il figlioletto per qualche istante e le dà alcune informazioni sul marito, escluso dal processo contro i gangster perché ha fatto fuggire Tonio a Lugano. Melina quindi propone a Santi di rinunciare alla carriera di magistrato per salvaguardare i loro figli, ma lui rifiuta. Tonio trova Olga e scopre che non ha abortito ed ha dato alla luce suo figlio. Allora lui decide di comprare una villa in Svizzera per vivere loro tre insieme, lontano dal mondo mafioso. Il giorno del processo contro cosa nostra, don Rosario Liberati, il boss mafioso arrestato da Santi testimone-chiave dell'udienza, viene ucciso da Fortunato Di Venanzio, il giovane fratello di Rodolfo, con una pistola nascosta in una macchina fotografica: il processo viene annullato e Cosa nostra è salva. L'unica persona ad aver visto l'assassino è Alma Vinci, giornalista di un quotidiano di Torino che decide di recarsi in Sicilia per fare fare luce sulla faccenda . Melina invece si è trasferita da una sua zia a Sirenuse, un paesino della Sicilia, per proteggere i bambini e chiede la separazione da Santi. Intanto Rodolfo Di Venanzio cerca di convincere donna Rosangela, che gode di molta considerazione all'interno di Cosa nostra, ad aiutarlo a mettere in piedi in Sicilia il nascente traffico di droga ma lei non è d'accordo perché il figlio Dario è tossicodipendente, all'insaputa di tutti. In una riunione della cupola mafiosa la maggioranza vota contro il commercio della droga. Alma Vinci giunge a Sirenuse, fingendosi una turista scippata, e si fa invitare a cena dal commissario Maffei, colluso con i gangster, fotografandolo in segreto mentre riceve soldi da un uomo misterioso, che altri non è che Rodolfo Di Venanzio, che a sua volta riceve da lui una copia del verbale di Polizia in cui si attesta che Dario Rocca è stato arrestato per possesso e consumo di stupefacenti. Santi va ad interrogare Alma Vinci per sapere di più su quelle foto apparse sul suo quotidiano, ma lei non risponde per paura di ritorsioni. Rodolfo si reca in Svizzera per conto dello zio Fred Di Venanzio per scoprire dove sono finiti i soldi che Tonio Fortebracci ha nascosto e viene a sapere dal banchiere Thorter che Tonio è ancora vivo. Klaus allora fa un patto con Di Venanzio per consegnargli Fortebracci, in cambio che però lascino viva Olga e il suo neonato. Infatti lui convince Olga a fuggire con lui con la scusa che Tonio vuole ucciderla ma, mentre sono per strada, lei capisce l'inganno e fa sbandare l'auto, provocando un incidente che uccide Klaus e la ferisce a morte. Tonio, sulla strada per il ritorno a casa, li vede e si precipita sul luogo dell'accaduto, promettendo ad Olga morente che il loro bambino non diverrà mai un mafioso.

## Secondo episodio
Tonio viene arrestato durante il funerale di Olga e portato in carcere. In una riunione della cupola mafiosa, donna Rosangela, che ha ottenuto da Fred Di Venanzio il permesso per occuparsi degli affari del defunto marito, dichiara l'intenzione di uccidere Tonio perché ha tradito Cosa nostra nascondendo i loro soldi in Svizzera. Intanto Santi incontra Tonio in carcere e lui gli chiede di occuparsi di suo figlio neonato finché resterà detenuto. Donna Rosangela invece viene portata da Beniamino nell'ospedale dove Melina è ricoverata per un'operazione chirurgica all'anca, con l'intenzione di iniettarle del veleno endovena mentre dorme. All'improvviso però il figlio di Melina e Santi, il piccolo Salvatore, si sveglia e donna Rosangela fugge via pentendosi del gesto che stava per commettere. Tonio viene picchiato nelle docce del carcere da tre uomini che gli vogliono far confessare dove ha nascosto i soldi ma lui si rifiuta di parlare; allora l'avvocato Vasile, detenuto perché si è occupato degli affari di Cosa nostra, si offre come intermediario tra lui e donna Rosangela. Alma Vinci invece scrive un articolo per il suo quotidiano nel quale accusa Santi di aver riconosciuto il falso cadavere di Tonio, pur sapendo che era vivo. Intanto il procuratore Giulio Donelli vuole convincere Tonio a collaborare ma lui si rifiuta. Carmela Di Venanzio, sorella di Rodolfo, riceve in segreto la corte del picciotto Tommasino, ma i due vengono scoperti da Rodolfo, che picchia selvaggiamente il ragazzo. Dopo una visita medica, si scopre che Carmela non è più illibata ed allora Rodolfo uccide brutalmente Tommasino. Rodolfo Di Venanzio si serve di Assunta Rocca, perdutamente innamorata di lui, convincendola a farsi accompagnare dal fratello all'inaugurazione del Dancing, la nuova sala da ballo del paesino. Tuttavia durante i festeggiamenti, Dario rischia di morire di overdose dopo essersi iniettato della droga e viene così portato dalla madre Rosangela in una clinica privata, dove si salva. Il commissario Maffei, ormai screditato agli occhi dei capimafia perché fotografato da Alma Vinci mentre riceveva soldi da Rodolfo, contatta Santi, deciso a collaborare con la giustizia; viene così preso dal giudice e da un suo collega per essere portato a Torino. Ma mentre viaggiano sul treno, Rodolfo e Fortunato uccidono sia Maffei che Cantavalle, il collega di Santi, mentre Fortebracci viene gravemente ferito da una serie di spari di Rodolfo. In carcere Tonio minaccia l'avvocato Vasile dopo aver saputo dell'attentato a Santi: se suo fratello morirà, lui non dirà mai dove ha nascosto i soldi. Intanto donna Rosangela scopre che la droga offerta a Dario all'inaugurazione gli era stata data da una ragazza pagata da Rodolfo per mettere fuori gioco il giovane: così Rosangela decide di impedire ad Assunta di sposare Rodolfo. Santi invece si salva e, ritornato a Torino, trova ad aspettarlo la dolce Melina, che ha deciso di ritornare con il marito, pentita di averlo lasciato e tradito con un altro uomo, suo cugino Mario. Allora Santi comunica alla moglie che ha deciso di abbandonare la magistratura per vivere felici insieme ai loro figli. Rodolfo ha promesso in matrimonio Carmela ad un medico Emilio Fidemi, ma lei si rifiuta di sposarlo; allora Rodolfo la violenta, dicendole che sarà l'ultima volta prima di sposarsi.

## Terzo episodio
Alma Vinci va a Sirenuse, dove rivela a Santi che è decisa a riconoscere l'uomo misterioso che ha fotografato mentre corrompeva Maffei. I due, controllando l'archivio del commissariato locale, scoprono così che quell'uomo è Rodolfo Di Venanzio e Santi riconosce in lui il killer che gli ha sparato sul treno. Intanto Tonio si trova ancora in carcere e fa un patto con l'avvocato Vasile: se lasceranno in pace la sua famiglia, lui restituirà i soldi nascosti in Svizzera. Il fidanzamento tra Rodolfo e Assunta è osteggiato da donna Rosangela ed allora Di Venanzio la ricatta, minacciando di mostrare ai capimafia la copia del verbale nel quale si attesta che il figlio Dario è stato arrestato per possesso e consumo di droga, facendo così cadere il disonore sulla famiglia Rocca. Donna Rosangela si reca da Fred Di Venanzio per rivelargli che Dario è suo figlio perché molti anni prima loro due erano amanti. L'avvocato Vasile avverte Tonio del pericolo che corre il fratello perché è nel mirino di Rodolfo, ma è troppo tardi: quando Tonio infatti cerca di telefonare al fratello nel medesimo momento Santi viene brutalmente ucciso per strada a colpi di mitragliatrice da Fortunato Di Venanzio, sotto gli occhi di Alma Vinci e della povera Melina, che assiste terrorizzata alla scena. Sfortunatamente Santi aveva in braccio il figlio neonato di Tonio, Nicolas, il quale muore mitragliato assieme allo zio. Mentre è al telefono, Tonio sente le urla disperate e capisce con grande dolore che sia il fratello che il suo figlioletto sono stati assassinati.  Subito dopo Fortunato rincorre Alma Vinci, testimone dell'omicidio, e la uccide di fronte al cancello di una chiesa. Successivamente Rodolfo fa uccidere da Vituzzo il picciotto che aveva ucciso il bambino in modo da far credere che sia stato lui a colpire il neonato e non Fortunato. La sera stessa, nessun capomafia si presenta alla festa di fidanzamento di Rodolfo ed Assunta perché l'omicidio di Santi era stato disapprovato dagli altri boss. Infatti in una riunione della cupola mafiosa Rodolfo viene costretto da suo zio Fred a costituirsi alla polizia per evitare che le forze dell'ordine si accaniscano contro le famiglie. Tonio, profondamente sconvolto e furente per la morte del fratello e del figlio, viene condotto a Torino dal procuratore Donelli che gli propone di collaborare in cambio dell'assoluzione nel processo contro di lui per l'omicidio del suo amico Micky; Tonio accetta la proposta affinché possa uscire di prigione e vendicare la sua famiglia. Ma Melina, molto provata dalla morte dell'amato Santi, lo rimprovera aspramente e duramente al funerale del fratello, dicendo che è solo colpa sua se Santi e Nicolas sono morti, proprio ora che dopo anni si erano ritrovati e che veramente erano diventati veri fratelli. Al matrimonio di Carmela e del dottor Fidemi, Rodolfo ferisce al volto un capomafia, Nunzio Patrono, che era venuto per condurlo a costituirsi come da accordi, e fugge via insieme ai suoi uomini. Intanto il nuovo magistrato in sostituzione di Santi, Francesca De Santis si trasferisce in Sicilia sotto la spinta del procuratore Donelli per indagare sulle morti sospette e stabilisce un contatto con Tonio, che ritornato libero dopo l'assoluzione al processo per l'omicidio di Micky, è deciso a vendicare la morte del figlio e del fratello. Donna Rosangela incontra Tonio che la crede mandante dell'omicidio di Santi, ma lei gli assicura che non è stata né lei e né uno dei capofamiglia e gli dirà il nome dell'assassino solo quando restituirà i soldi. Così Tonio racconta tutto l'accaduto alla giudice De Santis ed incontra il suo vecchio amico Ricky, che si trova in Sicilia tentando di affermarsi come cantante: i due decidono di tornare in società insieme, come tanto tempo prima quando Micky era ancora con loro. Beniamino e donna Rosangela costringono il dottor Fidemi ad uccidere Rodolfo: infatti lui avvelena la cassata che Di Venanzio è solito mangiare quando ogni settimana approfitta della sorella Carmela. Ma Assunta ascolta tutto e, tramite la prostituta Mimì, avverte Rodolfo, che uccide Fidemi, la madre del dottore e la domestica. Assunta rivela alla madre che da bambina aveva scoperto che lei e Fred Di Venanzio erano amanti e che Dario è figlio di Fred, e poi fugge per raggiungere l'amato Rodolfo. Subito dopo donna Rosangela trova il cadavere del dottor Fidemi, infilzato nel cancello della sua casa come avvertimento.

## Quarto episodio
L'avvocato Vasile, uscito da poco di prigione, chiama il narcotrafficante libanese Karim da una cabina telefonica e gli dice che ora le famiglie mafiose danno la caccia a Rodolfo Di Venanzio. Karim allora incontra Rodolfo da cui sta aspettando 5 miliardi di lire da investire nel traffico di droga e gli punta una pistola alla testa perché è impossibilitato a pagare il debito. Ma Rodolfo lo calma dicendogli che troverà i soldi tramite un rapimento. Assunta è a disagio perché è costretta a fare da serva a Rodolfo, ai suoi uomini e a Carmela nel casolare abbandonato dove sono nascosti. Rodolfo però vuole sapere da Assunta in quale clinica privata in cui donna Rosangela tiene Dario per disintossicarlo dalla droga, in modo da rapirlo e chiedere un riscatto. Carmela, tenuta chiusa nel casolare da Rodolfo, tenta il suicidio ma viene salvata in tempo dal fratello Fortunato. Intanto Tonio, su indicazione della giudice De Santis, si presenta ad una riunione della cupola mafiosa. Tuttavia i capimafia dichiarano di non fidarsi più di lui perché tiene ancora nascosti i loro soldi in Svizzera. Alla giudice De Santis viene affidata la scorta dal procuratore Trapanese, che lei lascia per andare ad incontrare Tonio che gli racconta l'esito della riunione. Beniamino ruba dallo studio della giudice il fascicolo riguardante Fortebracci e lo porta a donna Rosangela, che scopre così che è stato Tonio e non Santi ad uccidere suo marito Calogero. Intanto Antonia, la figlia di Melina, scopre per caso che suo padre non è Santi ma Tonio. Melina nasconde il segreto alla figlia facendole credere che Santi sia suo padre, ma un giorno riceve la visita del perfido ed invadente cugino Mario, il quale tenta di violentarla. Allora Antonia cerca aiuto nel condominio e sulle scale trova Tonio, venuto per consegnare un libretto di risparmi a Melina intestato ai suoi figli. Appena entrato, Tonio picchia a sangue Mario, uccidendolo e salvando così la cognata. Ma, dopo quest'episodio violento, Melina dice a Tonio di uscire dalla sua vita e da quella dei suoi figli e per questo lui mente ad Antonia, dicendole che Santi era il suo vero padre e non lui. Rodolfo minaccia Assunta di lasciarla in modo da indurla a dire il luogo dove si trova Dario e così, insieme ai suoi uomini, lo prelevano con una scusa e lo portano via dalla clinica. Intanto Carmela fugge dal casolare nascondendosi nel furgoncino di Rocco, un giovane affetto da ritardo cognitivo. Tramite Beniamino, donna Rosangela riceve Tonio per ucciderlo e così vendicare il marito ma proprio in quel momento riceve la telefonata di Assunta, che l'avverte del rapimento di Dario. Rodolfo intanto è furioso per la fuga della sorella Carmela e la fa cercare da Fortunato. Il ragazzo la trova, uccide Rocco in una colluttazione, ma viene convinto da Carmela a lasciarla scappare. Rodolfo fa drogare Dario per farlo stare tranquillo. Dopo aver sotterrato il cadavere di Mario in campagna, Tonio rischia di investire Carmela, in fuga nei boschi, dopodiché la porta con sé. Ma, alla prima occasione, la ragazza fugge. Donna Rosangela viene a sapere da Assunta, pentita di non averla ascoltata sul conto di Rodolfo, che quest'ultimo vuole 5 miliardi per il rilascio di Dario oppure lo ucciderà. Allora Rosangela decide di risparmiare Tonio perché l'aiuti a salvare il figlio e gli rivela che Rodolfo Di Venanzio è il mandante dell'assassinio di Santi e di suo figlio. Così Tonio viene portato da Rosangela ad una nuova riunione della cupola mafiosa, dove riconquista la fiducia dei capimafia, che gli annunciano che tornerà ad essere un "uomo d'onore". Carmela intanto è nascosta in una chiesa di Sirenuse travestita da suora, con l'aiuto del parroco don Raffaele, vecchio amico di Tonio. Però Rodolfo scopre che Fortunato l'ha lasciata scappare e, dopo averlo picchiato, viene a sapere dove si nasconde la sorella. Insieme a Vituzzo va a riprenderla ed arriva addirittura ad aggredire il parroco. Ma non trova Carmela perché Fortunato ha avvertito don Raffaele del loro arrivo con una telefonata. Intanto Dario entra in crisi di astinenza e Ricciotto, altro sgherro di Rodolfo gli provoca inavvertitamente un'overdose, uccidendolo. Rodolfo e gli altri scoprono l'accaduto, mentre Assunta telefona a Fred Di Venanzio perché mandi i suoi uomini ad uccidere tutti, ma Rodolfo la scopre e la strangola. Prima di morire, la ragazza gli rivela che Dario era figlio di Fred e che uccidendolo si è condannato con le sue stesse mani.

## Quinto episodio
Fred Di Venanzio e i suoi picciotti arrivano al casolare, ma è troppo tardi: Dario e Assunta sono morti e Rodolfo e i suoi uomini sono andati a rifugiarsi nel bordello gestito da Mimì. Fred uccide il picciotto rimasto, proprietario del casolare e padre di Rocco. Donna Rosangela cade in uno stato di depressione per via della morte dei figli. Infatti al funerale di Dario e Assunta, tutti i capimafia si chiedono chi ora si occuperà degli affari della famiglia Rocca. Grazie all'aiuto di don Raffaele, Carmela si rifugia nel casolare di Mascalucia dove abita Tonio e i due iniziano a fare amicizia. Subito dopo Tonio incontra la giudice De Santis per dirgli che Rodolfo vuole mettere in piedi un traffico di droga ma la cupola mafiosa non è d'accordo. Inoltre lui gli chiede una foto di Di Venanzio ma lei scopre che l'unica che esiste è stata rubata dagli archivi della procura. Intanto Rodolfo chiede a Karim altro tempo per trovare i 5 miliardi di lire che gli deve per l'acquisto di un carico di droga, ma il libanese gli concede solo una settimana di tempo, oppure lo ucciderà. Durante una riunione della cupola mafiosa, Tonio propone un'idea per avvicinare Rodolfo: fingersi interessato al carico di droga e tenersi in contatto con Karim attraverso l'avvocato Vasile, promettendogli i 5 miliardi. Però Rodolfo scopre che c'è un altro acquirente e, credendo che l'interessato sia l'avvocato Vasile, lo fa uccidere da Fortunato e nasconde il dito dell'avvocato nel panino della colazione di Karim. Nel frattempo Tonio e Carmela s'innamorano. Ma lui incontra Fred Di Venanzio, che gli mostra una foto dove appare parzialmente suo nipote e scopre che Carmela non è altro che la sorella di Rodolfo, l'assassino del fratello Santi e di suo figlio Nicolas. Per questo la caccia di casa, rimandandola da don Raffaele. Tornato dopo essersi ubriacato, Tonio si consola con la De Santis e i due finiscono a letto insieme. Donna Rosangela si confessa con don Raffaele e gli rivela gli orrori a cui ha assistito nella sua vita. Il parroco le consiglia di collaborare con la giustizia e lei acconsente, ma solo per farsi uccidere dalla mafia. Rodolfo e Karim si incontrano e quest'ultimo gli comunica che Tonio vuole entrare in società con lui: Fortebracci pagherà la droga, mentre Rodolfo dovrà tagliarla e smerciarla. Sospettoso, Di Venanzio fa pedinare Tonio il giorno della prima comunione di Antonia. Beniamino va da Fred Di Venanzio e gli dice che donna Rosangela vuole collaborare con la giustizia. Allora, intuendo le reali intenzioni dell'amica, Di Venanzio incarica lo stesso Beniamino di uccidere Rosangela. Di ritorno dalla comunione, Tonio si dirige a casa Rocca, ma lì scopre dalla domestica che donna Rosangela è andata in procura per testimoniare. Donna Rosangela si presenta all'appuntamento con la De Santis e il procuratore Donelli, ma ritratta la collaborazione lasciandoli perplessi. Salita sulla sua automobile, Beniamino le blocca gli sportelli e si allontana. In quel momento arriva Tonio, che capisce subito cosa sta succedendo: donna Rosangela, che ora aspetta solo di essere uccisa, gli sorride serenamente e la sua automobile esplode.

## Sesto episodio
La dottoressa De Santis convoca Fred Di Venanzio in procura per interrogarlo sull'omicidio di donna Rosangela. Dal dialogo con Di Venanzio, la donna capisce che il boss ha un informatore all'interno della procura. Karim fa sapere a Rodolfo che il carico di droga è arrivato e lui manda il fratello Fortunato ad uccidere Tonio, ma all'interno del casolare di Mascalucia egli trova Carmela, appena fuggita dal convento dove era tenuta nascosta da don Raffaele, e non trova Fortebracci, andato all'appuntamento per ricevere il carico di droga. Carmela allora racconta al fratello che Rodolfo cominciò a violentarla per la prima volta quando aveva 11 anni. Per evitare di essere ucciso, Rodolfo fa indossare i suoi occhiali da sole a Ricciotto, uno dei suoi sgherri, in modo da farlo uccidere al suo posto in un eventuale agguato. Infatti, durante la consegna della droga al porto, Tonio dà il segnale stabilito ai poliziotti mandati dalla De Santis. Per autodifesa, ne nasce una sparatoria, nella quale Ricciotto e Karim rimangono uccisi, e in seguito la polizia arresta Vituzzo Cancemi, uno dei picciotti di Rodolfo. Fortunato, pieno d'odio nei confronti del fratello, va da suo zio Fred e gli consegna Rodolfo, che nel frattempo aveva preso in ostaggio l'innocente Melina e i bambini per estorcere a Tonio i 5 miliardi che doveva consegnare a Karim. Carmela, d'accordo con don Raffaele, chiede a suo zio Fred e a Tonio di risparmiare Rodolfo perché si è pentito del male che ha commesso. I due acconsentono e Fred offre a Rodolfo un volo per New York, intimandogli di non tornare mai più in Sicilia. Durante il tragitto in auto, però si scopre che l'autista è Tonio, che ferma l'automobile vicino ad una scogliera. Proprio mentre lo sta per uccidere, Rodolfo lo interrompe e gli dice che non è lui l'esecutore materiale dell'omicidio di Santi e del figlio e che si porterà nella tomba il nome di quello vero. Dopo aver detto ciò, si getta da solo giù dalla scogliera in mare, uccidendosi. Il vicecommissario Muccillo, l'informatore della mafia in procura, pedina la De Santis e così Tonio lo attira in una trappola, uccidendolo e bruciando il cadavere nell'auto. Il giudice assiste alla scena ma decide di non denunciare Fortebracci. Durante la festa per il fidanzamento di Tonio e Carmela, la cupola mafiosa si riunisce e qui Fred annuncia a tutti che Tonio sarà il suo successore, in attesa che Fortunato diventi maggiorenne e prenda le redini degli affari di famiglia. Tuttavia, al termine della riunione, Fred, da tempo sofferente, si aggrava improvvisamente e muore. In procura, il giudice De Santis interroga Vituzzo, convincendolo a collaborare con la giustizia per evitare una vendetta dei mafiosi, e registra le sue dichiarazioni. Il cadavere di Rodolfo viene ritrovato per caso da alcuni pescatori e, quando Carmela viene a sapere della morte del fratello, fugge per sempre dalla Sicilia, lasciando Tonio perché non ha rispettato la sua volontà di avere pietà per Rodolfo. La De Santis invece ringrazia Fortebracci per i servizi resi alla giustizia, ma gli chiarisce che ora sarà un suo nemico perché è diventato un padrino della cupola mafiosa. Beniamino consegna a Fortunato il fascicolo rubato al giudice De Santis nel quale si attesta che Tonio è l'assassino di don Calogero, ma il ragazzo uccide Beniamino, facendolo apparire come un suicidio motivato dal rimorso di aver ucciso donna Rosangela. La cupola mafiosa medita di uccidere la De Santis perché sta ostacolando le attività dell'organizzazione, ma Tonio proibisce loro di farle del male, con la scusa che sarebbe un errore eliminare un altro magistrato. Intanto Vituzzo sta per essere trasferito lontano dalla Sicilia per via della sua collaborazione, ma durante una visita in carcere Mimì, mandata lì da Tonio, lo uccide, trafiggendogli la carotide con uno spillone per capelli, venendo poi arrestata. Durante la festa di compleanno di Antonia, Tonio, abbandonato da Carmela, chiede a Melina di sposarlo, in nome dell'antico amore che la legava a lui e ritenendo che abbiano bisogno l'uno dell'altro. Lei rimane sbalordita ma vengono interrotti dall'arrivo della polizia, che lo conduce dalla giudice De Santis, che gli fa ascoltare la registrazione in cui Vituzzo afferma che Fortunato era stato l'esecutore materiale dell'omicidio di Santi e di Nicolas. Durante la notte, Tonio, profondamente amareggiato, chiama la De Santis, dicendole che l'informatore della mafia è Trapanese, il più potente all'interno della procura. Inoltre decide di uccidere Fortunato nel sonno, ma quest'ultimo è sveglio e gli spara un colpo all'addome. Tonio, gravemente ferito, viene portato via sull'ambulanza. In quel momento la De Santis arriva sul posto e Fortunato si giustifica con lei, dicendo che ha sparato perché pensava fosse un ladro. Il giudice allora dice che, anche se la uccideranno, è troppo tardi per loro, perché ci sarà il processo. Quindi la donna si allontana, mentre le auto dei capicosca arrivano a villa Di Venanzio.